# Maghull
Maghull är en stad och en civil parish i Sefton, Merseyside, England. Orten har 22 225 invånare (2001).